# Moscou (Gant)
|  | Per a altres significats, vegeu «Moscou». |

Moscou és un barri de l'antic municipi Gentbrugge que ha fusionat amb la ciutat de Gant a la província Flandes Oriental de Bèlgica. El 2004 tenia 4747 habitants.
El nom Moscou prové d'un destacament de l'exèrcit rus que hi hagués tingut un camp abans i després de la batalla de Waterloo el 1815. El nom popular del barri va esdevenir oficial vers la fi del segle xix.
És un barri dormitori amb cases baixes individuals. L'edat mitjana augmenta i la població baixa. El lloc és més conegut per al cap de línia tramviària que sorprèn els visitants de Gant en veure a la sortida de l'estació central Gent-Sint-Pieters tramvies que anuncien la destinació Moscou, un trajecte de 2579 quilòmetres que seria força llarg per a aquest mode de transport. Tot i anunciar-les, no hi ha gaires turistes que visiten el Moscou gantenc.
Una campanya lúdica d'estudiants que volien mostrar la semblança de l'arquitectura dels dos Moscou de fet ensenyava uns apartaments en estil soviètic que es troben al nucli de Ledeberg al costat de Moscou.